# УСТ Пролом (Ансбах)
УСТ «Пролом» (Українське Спортове Товариство «Пролом») — українське спортивне товариство з німецького міста Ансбах.
«Пролом» в Ансбаху засновано 28 червня 1946 року з ініціативи голови ОПУЕ в Роттенбургу д-ра Я. Бернардина. Головою обрано Осипа Городиського.
В цьому товаристві чинна єдина секція футболу, яка змагалася в обласній лізі і розіграла 25 змагань.
Взимку 1947/48 вісімнадцять шахістів розіграли внутрішній турнір. На виправдання малої діяльности можна навести труднощі: невелике число українців (до 500 осіб), які приватно мешкали у великому місті, а також не було власного майданчику.
Домівка товариства за тутешнім німецьким звичаєм містилася в ресторані. Все ж треба відзначити добру волю українців Ансбаху в тому напрямі, щоб мати хоча б футбольну команду і її утримували.
Членів товариства — 72 особи.